# 钟楼观音画像碑
钟楼观音画像碑，位于江苏省泰州市靖江市，是中华人民共和国江苏省文物保护单位之一。
1995年4月19日，授予江苏省文物保护单位，是一座石刻。